# ورنر تسکه
ورنر تسکه در ۲۴ آوریل ۱۹۴۲ بدنیا آمد و در ۲۶ ژوئن ۱۹۸۱ درگذشت. او اهل هافتمن آلمان شرقی و (کاپیتان) وزارت امنیت دولتی (اشتاژی) بود. تسکه یک افسر ارشد اطلاعاتی در بخش جاسوسی اقتصادی اشتاژی که متهم به توطئه برای فرار به آلمان غربی با اطلاعات حساس و اختلاس پول بود. در محاکمه‌ای که در یک روز انجام شده بود، تسکه به اتهام جاسوسی و فرار از خدمت مجرم شناخته شد. او به اعدام محکوم شد و همچنین در ژوئن ۱۹۸۱ اعدام شد.
حکمی که برای تسکه مشخص شده بود پس از اتحاد مجدد آلمان بعد از درگذشت او لغو شد، چون بر اساس معیارهای قانون آلمان شرقی غیرقانونی تشخیص داده شد و دو حقوقدانی که او را محاکمه کرده بودند، تحت تعقیب قرار گرفتند. این آخرین باری بود که حکم اعدام در آلمان شرقی قبل از لغو آن در سال ۱۹۸۷ اجرا شد و تسکه آخرین فردی بود که در آلمان اعدام شد.

## اوایل زندگی و شغل
ورنر تسکه در ۲۴ آوریل ۱۹۴۲ در شهر برلین بدنیا آمد، او از سال ۱۹۴۸ تا ۱۹۶۰ در برلین-لیختنبرگ به مدرسه رفت و با Abitur فارغ‌التحصیل شد.  در این مدت، او برای یک تیم جوانان آلمان شرقی هندبال بازی می‌کرد. تسکه از سال ۱۹۶۰ تا ۱۹۶۴ به دانشگاه هومبولت برلین رفت ور در رشته اقتصاد مالی فارغ‌التحصیل شد. تسکه یک کمونیست سرسخت هم بود،  او در سال ۱۹۶۶ وارد حزب اتحاد سوسیالیست آلمان (SED) شده‌بود. او برای اشتاژی به‌صورت غیررسمی کار می‌کرد. ورنر تسکه پس از اینکه در سال ۱۹۶۹ دکترای خود را گرفت، برای Hauptverwaltung Aufklärung، بازوی اطلاعات خارجی اشتاژی به‌صورت تمام وقت کار کرد.
تسکه در جام جهانی فوتبال سال ۱۹۷۴ که در آلمان غربی برگزار شد، به عنوان جزئی از تیم آلمان شرقی حضور داشت. او به Hauptmann ارتقاء یافت و در سال ۱۹۷۵ برای شرکت در المپیک زمستانی ۱۹۷۶ در اینسبروک فرستاده شد.
تسکه یک دختر از ازدواج با سابین داشت.

## طرح‌های فرار و محاکمه
در اواسط دهه ۱۹۷۰، ورنر تسکه منتقد سیستم سیاسی آلمان شرقی شد و می‌خواست به آلمان غربی فرار کند، با این نیت که بتواند به‌جای هزینه ورودی از اطلاعاتی که در دست داشت استفاده کند او حدود ۲۰۰۰۰ مارک آلمانی برای این کار کنار گذاشته بود.  با این حال، در سال ۱۹۷۹ اشتاژی تدابیر امنیتی داخلی خود را پس از فرار Werner Stiller تشدید کرد. یک Oberleutnant Stasi (ستوان اول) که با حمل اطلاعات حساس به آلمان غربی گریخت. در سپتامبر ۱۹۸۰، تسکه وقتی که بی‌انضباطی در کارش مورد توجه اشتاژی قرار گرفت، دستگیر شد، پس از اینکه نتوانست به قرار ملاقاتی که در خانه مست بود، مراجعه کند.  انباری از اسناد دزدیده شده در گاوصندوق کار او پیدا شد. بعداً، اختلاس قبلی او در زمینه پول عملیاتی از بخش اشتاژی‌اش فاش شد و یک انبار دیگر از اسناد پنهان در آپارتمانش پیدا شد. 
تسکه به جرم «خیانت برنامه‌ریزی شده» متهم شد و همچنین به اتهامات جاسوسی، فرار از خدمت و عبور غیرقانونی مرز در بخش یک جنایی دادگاه آلمان شرقی محاکمه شد. باوجود اینکه استدلال وکیل مدافع مبنی بر اینکه فرار هرگز انجام نشده و هیچ اطلاعاتی به غرب نرسیده‌است، تسکه به سخت‌ترین مجازات مجازات شد و پس از یک محاکمه یک روزه در ۱۱ ژوئن ۱۹۸۱ به اعدام محکوم شد. ممکن است دلیل این مدل برخورد سخت با ورنر تسکه، واکنشی به فرار ورنر استیلر به غرب باشد که دو سال قبل از آن اتفاق افتاده بود،  و تلاش برای فرار از سوی تسکه و همکار افسر اشتاژی، Gert Trebeljahr، که او نیز اعدام شد، با جنایات استیلر به عنوان کپی‌کننده مرتبط شده‌اند.  خود استیلر در سال ۱۹۹۲ اظهار داشت که تسکه احتمالاً به جای اعدام به حبس ابد محکوم می‌شد اگر خودش فرار نمی‌کرد.

## مرگ

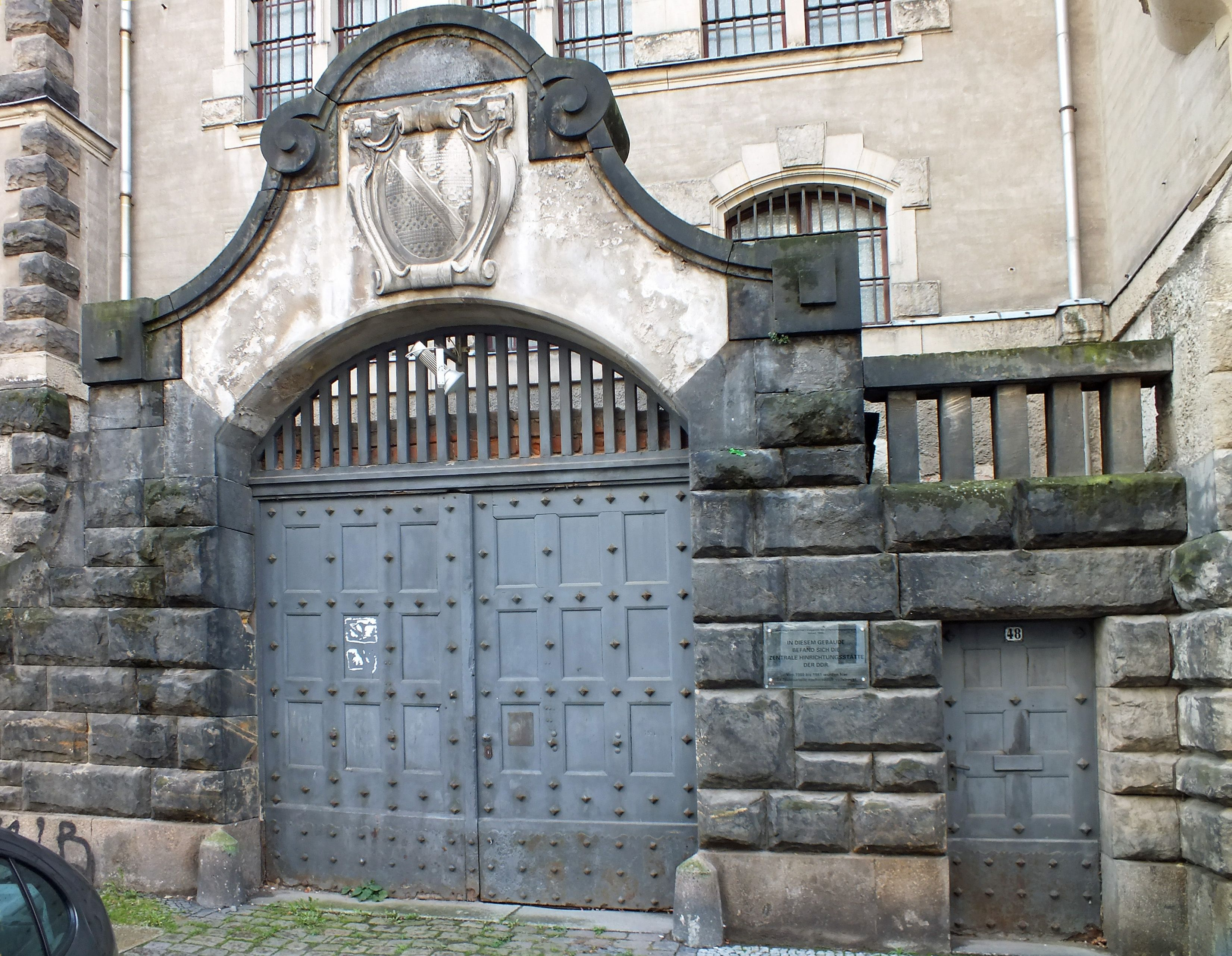
ورودی زندان لایپزیگ با لوح یادبودی مبنی بر اینکه محل اعدام مرکزی آلمان شرقی در این ساختمان است.

در ۲۶ ژوئن ۱۹۸۱، اندکی پس از محاکمه، تسکه توسط Hermann Lorenz در بخشی مخفیانه از زندان لایپزیگ در خیابان آلفرد کستنر، لایپزیگ،  اعدام شد. او را با استفاده از یک تپانچه نیمه اتوماتیک از پشت سر با گلوله کشتند و بعد از آن جسد او را سوزاندند و در Südfriedhof به خاک سپرده شد. در گواهی فوت او چنین آمده‌است که وی بر اثر «نارسایی قلبی» درگذشته است.  تشییع جنازه و اعدام تسکه هم توسط مقامات آلمان شرقی مخفیانه انجام گرفت و این اطلاعات حتی از نزدیکترین بستگان تسکه، از جمله همسرش که تا پس از اتحاد مجدد آلمان در سال ۱۹۹۰ نمی‌دانستند او بیوه است، مخفی کرده بودند. تا قبل از آن، همسر تسکه گمان می‌کرد که شوهرش احتمالاً جایی در بازداشت به سر می‌برد.

## توانبخشی پس از مرگ

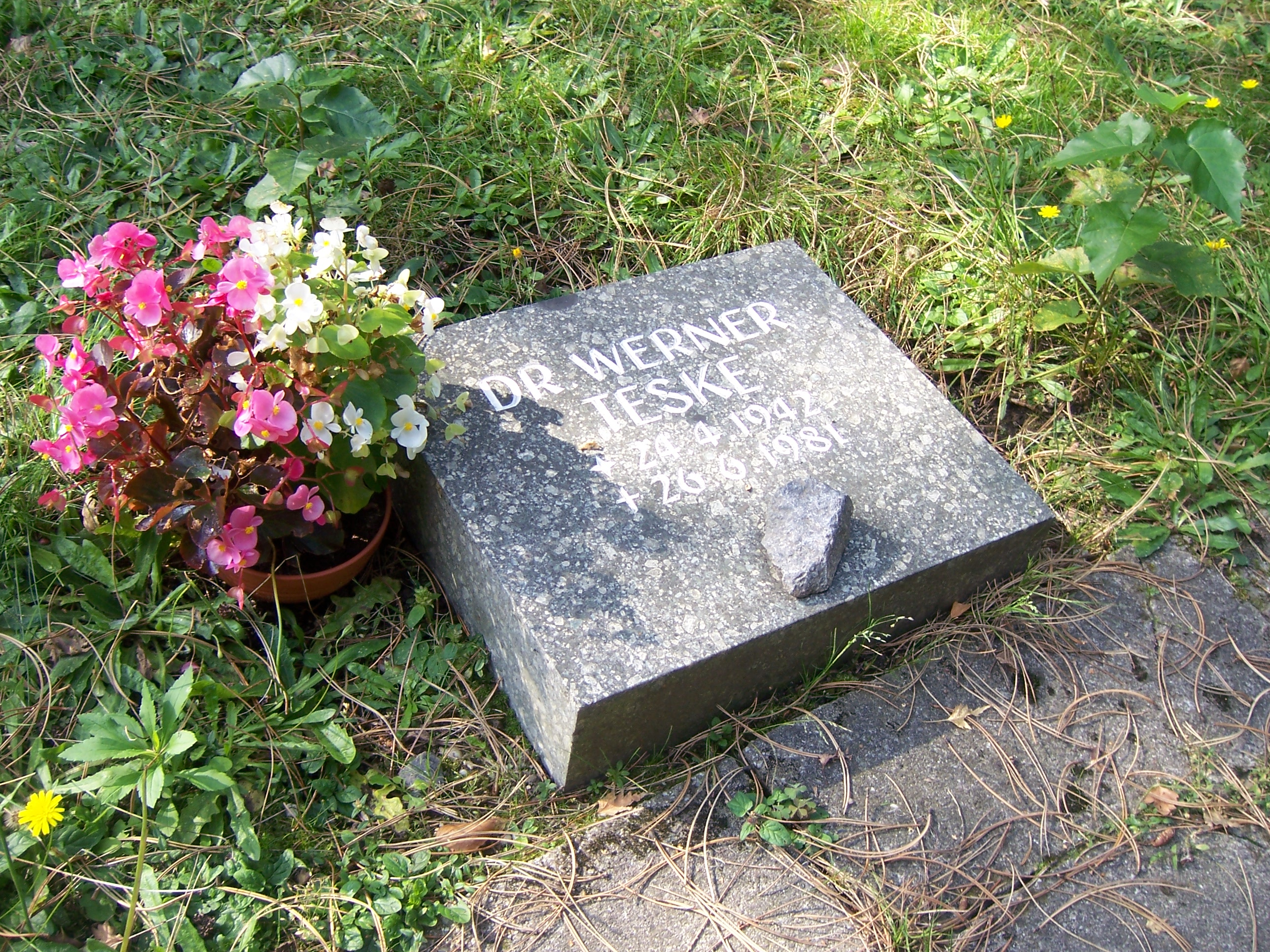
قبر تسکه در Südfriedhof، لایپزیگ

حکم اعدام تسکه پس از اتحاد مجدد آلمان غربی و شرقی با همدیگر، در سال ۱۹۹۳ لغو شد و به اتهام انحراف در عدالت صرفاً به چهار سال حبس محکوم شد.  این حکم جدید بر این اساس صادر شده بود که تصمیم اولیه مطابق با قانون آلمان شرقی نامتناسب بوده‌است، گویی که تسکه قصد جدایی را داشته‌است، اما هرگز مرتکب جرائمی نشده بود که برای آن محکوم شد.
تسکه جزء نفرات آخری بود که قبل از لغو مجازات اعدام در سال ۱۹۸۷ در آلمان شرقی اعدام شد،
داستان فیلم The Last Execution محصول ۲۰۲۱ که توسطFranziska Stünkel انجام گرفته‌است بر اساس زندگی تسکه و فوتبالیست Lutz Eigendorf است.

## یادداشت
1. ↑  The Abitur is a German secondary school qualification that allows a student to enter university.